# Balldren
Balldren és un poble i un antic municipi del comtat de Lezhë, al nord-oest d'Albània. Amb la reforma del govern local de 2015, es va convertir en una subdivisió del municipi de Lezhë. La població al cens de 2023 era de 3.792 habitants.

## Etimologia
El nom prové de l'albanès i significa "davant del Drin". En fonts llatines i posteriorment italianes, la vila era coneguda amb els noms de Blandin o Baladreni.